# Mauro Pagani

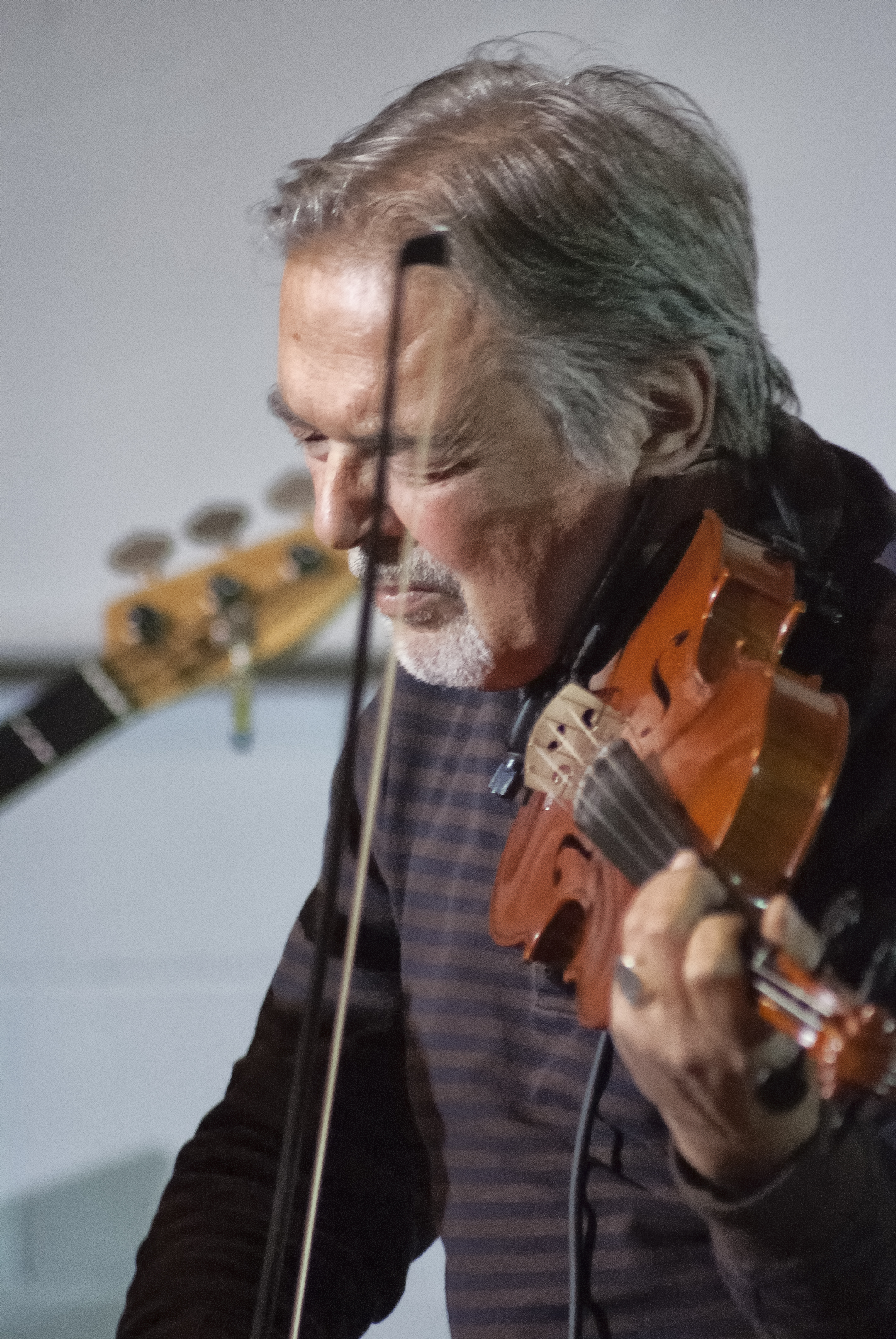
Mauro Pagani

Mauro Pagani (* 5. Februar 1946 in Chiari) ist ein italienischer Cantautore, Multiinstrumentalist und Komponist.
Pagani gehörte zu den Gründungsmitgliedern der italienischen Progressive-Rock-Band Premiata Forneria Marconi (PFM), der er bis 1975 angehörte. Danach arbeitete er mit Musikern zusammen wie Fabrizio De André, Gianna Nannini, Ornella Vanoni, Roberto Vecchioni, Massimo Ranieri, Enzo Jannacci und Luciano Ligabue und veröffentlichte mehrere Soloalben. Außerdem komponierte er mehrere Filmmusiken, u. a. zu Gabriele Salvatores’ Science-Fiction-Film Nirvana.
2009 war Pagani unter den Initiatoren des Benefizprojekts Artisti Uniti per l’Abruzzo.

## Diskographie
- Storia di un minuto (1972, PFM)
- Per un amico (1972, PFM)
- Photos Of Ghosts (1973, PFM)
- L’isola di Niente (1974, PFM)
- Chocolate Kings (1975, PFM)
- Mauro Pagani (1978)
- Sogno di una notte d’estate (1981)
- Crêuza de mä (1984) mit Fabrizio De André
- Le nuvole (1990) mit Fabrizio De André
- Passa la bellezza (1991)
- Creuza de mä 2004

## Filmografie (Auswahl)
- 1983: Ein Sommernachtstraum (Sogno di una notte d’estate)
- 1987: Süße Ferne (Dolce assenza)
- 1994: Sarahsara
- 1997: In barca a vela contromano
- 1997: Nirvana
- 2013: Sibirische Erziehung (Educazione siberiana)
- 2015: Sein Name war Franziskus (Francesco)
- 2019: Vincents Welt (Tutto il mio folle amore)
- 2025: Die Vorkosterinnen (Le assaggiatrici)